# Idiocera mathesoni
Idiocera mathesoni är en tvåvingeart som först beskrevs av Alexander 1915.  Idiocera mathesoni ingår i släktet Idiocera och familjen småharkrankar. Inga underarter finns listade i Catalogue of Life.